# Cerrajero (Matrix)
El Creador de llaves (en inglés The Keymaker) es un personaje ficticio de la trilogía Matrix. Apareció en la segunda película The Matrix Reloaded, siendo interpretado por el actor Randall Duk Kim.

## El personaje
El Cerrajero es en realidad un programa de Matrix que Merovingio mantiene preso. Su apariencia humana es la de un hombre de mediana edad y rasgos orientales. Tiene la habilidad de fabricar llaves (de allí su nombre) que dan acceso a todos los lugares de Matrix gracias a con un código oculto en cada llave que fabrica, haciendo que cualquier puerta común y corriente, mediante el uso de estas llaves especiales y en una posición particular, lleve a lugares completamente distintos respecto a abrir la puerta sin esa llave (por ejemplo llevar a lugares ubicados a kilómetros de distancia o a lugares que de otro modo son inaccesibles).
Debido a esta habilidad, el Cerrajero es buscado tanto por Neo (para que le ayude a llegar hasta la Fuente) como por los Agentes de Matrix (para destruirlo y evitar precisamente que Neo llegue a la Fuente).

## Historia enThe Matrix Reloaded
Neo es constantemente atormentado por sueños en donde ve una "puerta hecha de luz" y a Trinity cayendo desde lo alto de un edificio. Para entender el significado de estos sueños, Neo decide ir con el Oráculo. Ella le explica que la puerta que ve en sus sueños conduce a la Fuente, a donde él deberá llegar para poder salvar a Zion y por ende a la humanidad, y que para llegar allí y atravesar la puerta necesitará la ayuda del Cerrajero, pero éste ha elegido el exilio y ahora es prisionero del Merovingio para que le fabrique llaves que le den acceso a todos los rincones de Matrix. Neo entonces decide ir a rescatarlo.
Neo va entonces, acompañado de Trinity y Morfeo, a encontrarse con el Merovingio en un exclusivo restaurante y exige la liberación del Cerrajero. El Merovingio, sin embargo, rehúsa a hacerlo y los echa del lugar. Antes que Neo, Morfeo y Trinity abandonen el restaurante, son interceptados por Perséfone, la esposa del Merovingio, quien harta de la arrogancia de éste decide ayudarles entregándole al Cerrajero a cambio de un beso de Neo en los labios (según Perséfone, el Merovingio era antes como Neo y quería recordar cómo se sentía un beso). Neo accede a la petición (pese a la clara oposición de Trinity) y los 3 son llevados a un pequeño calabozo donde Neo encuentra al Cerrajero en su incesante tarea de fabricar llaves.
Cuando se disponían a huir, Neo y sus compañeros son interceptados por el Merovingio y sus hombres. El Cerrajero huye para evitar ser apresado nuevamente, siendo perseguido por los Gemelos. Morfeo y Trinity deciden ir a ayudar al Cerrajero, mientras que Neo opta por detener a los hombres del Merovingio. Tras derrotarlos, Neo intenta detener al Merovingio mismo, pero éste logra cruzar una puerta usando una de las llaves que el Cerrajero le fabricó y huye hacia un lugar desconocido. Neo destroza la puerta y logra atravesarla, pero al no tener la llave del Cerrajero, no logra llegar hasta donde está el Merovingio y aparece en unas montañas a varios kilómetros de donde estaba antes.
Mientras tanto, el Cerrajero es rescatado por Morfeo y Trinity, quienes huyen a bordo de un auto hacia una transitada autopista perseguidos por los Gemelos, iniciándose una tenaz persecución a la cual se unen también la policía y los agentes de Matrix, que habiendo detectado la presencia del Cerrajero deciden ir en su búsqueda para destruirlo. Trinity entonces se lleva al Cerrajero para ponerlo a salvo, en tanto que Morfeo consigue primero eliminar a los Gemelos y luego, con ayuda de Niobe, deshacerse de los agentes. Sin embargo, éstos reaparecen nuevamente y tratan de eliminar a Morfeo y al Cerrajero haciendo estrellar dos camiones (encima de uno de los cuales estaban precisamente Morfeo y el Cerrajero). Para fortuna de ambos, cuando los camiones comienzan a estallar, Morfeo y el Cerrajero son rescatados por Neo en el último segundo.
Ya a salvo, el Cerrajero explica a todos la existencia de un edificio, y dentro del mismo un piso "al que ningún ascensor puede llegar". Es ese el lugar que Neo vio en sus sueños y a donde deberá ir para completar su misión como Elegido. Sin embargo, para poder llegar hasta allí se necesita llevar a cabo un elaborado plan para desactivar el sistema de seguridad el edificio (lo cual se logra sólo destruyendo una planta eléctrica completa que alimenta a 27 manzanas, tarea asignada a Niobe), desactivar el sistema de respaldo (tarea asignada a Soren y terminada por Trinity) y abrir la puerta que conduce a la Fuente (tarea que corresponde a Neo pero que sólo podrá efectuar con éxito en un intervalo exacto de 314 segundos y si Niobe y Soren/Trinity cumplen sus respectivos objetivos).
Guiados por el Cerrajero, Neo y Morfeo entran en el pasadizo de las puertas traseras (puertas ocultas que llevan a distintos lugares de Matrix utilizando las llaves del Cerrajero), pero cuando están a punto de llegar a la puerta que lleva a la Fuente, son interceptados por el Agente Smith y sus múltiples yo. Neo y Morfeo comienzan a pelear contra Smith y sus copias, momento que aprovecha el Cerrajero para abrir una puerta que lleva hacia un corredor oscuro, que es donde se encuentra finalmente la puerta que lleva a la Fuente. Neo entonces coge a Morfeo y juntos atraviesan rápidamente el corredor. Smith, al ver esto, manda a sus copias a dispararles, pero el Cerrajero logra cerrar la puerta del pasadizo antes que las balas puedan alcanzarles. Las balas, sin embargo, hieren gravemente al Cerrajero que cae moribundo al suelo. Antes de "morir", el Cerrajero saca 2 llaves, una para Morfeo (para que pueda regresar a casa) y la otra para Neo, para que abra la "puerta de luz" y llegue hasta la Fuente.
- Datos: Q2344355